# Нађката
Нађката (мађ. Nagykáta) град је у Мађарској. Нађката је значајан град у оквиру жупаније Пешта.
Нађката има 12.739 становника према подацима из 2009. године.

## Географија
Град Нађката се налази у средишњем делу Мађарске. Од престонице Будимпеште град је удаљен 66 километара источно. Град се налази у северном делу Панонске низије. Надморска висина насеља је око 115 m.

## Становништво
По процени из 2017. у граду је живело 12342 становника.
| 1990.  | 2001.  | 2011.  | 2017.  |
| ------ | ------ | ------ | ------ |
| 11.915 | 12.574 | 12.467 | 12.342 |

## Галерија
- Спортски центар
- Тржни центар